# Камілл де Таллар д'Отен
Камілл де Таллар д'Отен (фр. Camille d'Hostun; 14 лютого 1652 — 20 березня 1728) — військовий та державний діяч Французького королівства, 1-й герцог д'Отен де ла Бом, барон де Арлан, маршал Франції.

## Життєпис
Походив зі знатного роду Отен дела Бом з Дофіне. Син маркіза Рожера Таллара, коменданта Ліона і Божале, та Марії де Нефвіль-Вільруа. народився 1652 року в Ліоні. Військову службу розпочав в роті королівських жандармів в званні естандарт-юнкера. 1668 року отримав від свого батька в командування королівський ховартський полк, яким командував до 1678 року.
Брав участь у Голландській війні. З 1673 року перебував під керівництвом принца Людовика Конде на Рейні. У 1674 році був спрямований до Ельзасу під командування генералісімуса Генріха де Тюренна, відзначився у битві біля Сенефе. Того ж року в битвах біля Мюльгаузена та Тюргеймі в значній мірі сприяв перемозі і звернув на себе увагу командування. Брав участь у кампанії 1675—1676 років. У 1677 році призначено бригадирам. Того ж року одружився.
1682 року стає табірним маршалом (на кшталт генерал-майора). У 1683 році під час Війни за об'єднання брав участь в облозі Куртре, а 1684 року — облозі Люксембургу. З 1688 року брав участь у війні Аугсбурзької ліги. Взимку 1690 року переправився льодом через Рейн, де переміг саксонські та вюртемберзькі війська. За цим наклав контрибуцію на долину Райнгау. У 1691 році він був поранений при облозі Еберсбургу. Потім здійснив напад на замок Рейнфельс. У 1693 році було призначено генерал-лейтенантом.
У 1697 році був посланий з дипломатичним дорученням до Англії, де від імені Людовіка XIV під час укладення Ріксвікського миру підписав окрему угоду, щодо спадкування трону Іспанії. Після війни 2 роки служив посланником в Англії. В нагороду за дипломатичні послуги отримав декілька французьких орденів і був призначений губернатором Фуа.
У 1700—1702 роках був посланцем при англійському дворі в Лондоні. У 1702 році з початком війни за іспанську спадщину корпусом в прирейнській області. Восени того року він доставив обложеному австрійцями місту Кайзерсверт значне підкріплення, взяв Трір і замок Грейфенбург і прогнав голландців з їх табору при Мюльгаймі. 14 січня 1703 року йому було надано звання маршала Франції. В ході осінньої компанії того ж року Камілл де Таллар захопив міста Альт-Брейзах і Ландау. Потім переміг надіслану на деблокаду армію на чолі із Фрідріхом, ландграфом Гессен-Касселя, в битві при Шпеєрі, після чого 19 листопада взяв Ландау.
У 1704 році командував військами в Нижньому Ельзасі разом з маршалом Франсуа де Невілем, діючи проти Євгена Савойського. З армією в 29 тис. вояків Віллінген. Невдовзі Людовик XIV наказав Таллару з 26 тисяч війська виступити на Максиміліана II Віттельсбаха, курфюрству Баварії. Незважаючи на протидію військ Людвига Вільгельма, маркграфа Баден-Бадену йому вдалося з'єднатися баварським військом біля Аугсбурга. Після цього вони почати наступ проти Джона Черчилля, герцога Мальборо, який також вдерся до Баварії. Євгеній Савойський, який прямував за Талларом, поспішив на допомогу союзнику з 16 тисячами і з'єднався з ним 4 серпня, а до 11 серпня їх сили досягли 52 тисяч чоловік. 12 серпня Таллар з союзниками, ще не знаючи про з'єднання військ противника вирішив атакувати його і з бою взяв укріплений замок Гохштедта. На світанку 13 серпня, коли французько-баварська армія була розташована на лінії Бленгайм-на-Дунаї—Люцінген Євген Савойський атакував її. Битва при Гохштедті 13 серпня 1704 року закінчилося розгромом франко-баварської армії. Таллар в цій битві проявив багато відваги, але діяв невміло, і більш того, через свою короткозорість переплутав англійська кавалерійський ескадрон з французьким, близько під'їхав до нього і був узятий в полон. Його було відправлено до Англії, де залишався до 1712 року. Але активно втручався у політичні справи, сприяв поваленні герцога Мальборо. Цим він зберіг підтримку Людовика XIV, який ще під час полону дав йому посаду губернатора в провінції Франш-Конте.
Повернувшись до Франції, був зведений в герцогську гідність, а в 1715 році став пером Франції. З цього часу він займався наукою і політикою. У своєму заповіті Людовик XIV включив його до складу регентського ради, але регент Філіпп II, герцог Орлеанський, анулював це рішення.
У 1724 році де Таллар був обраний президентом академії наук. У 1726 році Людовик XV на недовгий час призначив його державним міністром. 20 березня 1728 року помер в Парижі.

## Особисте життя
Разом з герцогом де Вандомом та герцогом де Грамоном був одним з неформальних лідерів таємного гомосексуального угрупованням при французькому королівському дворі.

### Родина
Дружина — Марія-Катерина, дочка Шарля де Гроле, графа Вірівіль-Ла-Тіволье, Шастон і Борепра
Діти:
- Франсуа (д/н—1704)
- Марі Жозеф (1683—1755), 2-й герцог д'Отен
- Катерина Фердінанда, дружина маркіза Габріеля-Альфонса де Сассенажа